# Västlig vakteltrast
Västlig vakteltrast (Cinclosoma marginatum) är en fågel i familjen vakteltrastar inom ordningen tättingar.

## Utbredning och systematik
Fågeln förekommer i arida centrala Western Australia och närliggande sydvästra Northern Territory. Tidigare behandlades den som underart till kanelvakteltrasten (C. cinnamomeum).

## Status
IUCN kategoriserar arten som livskraftig.